# Biere
Biere este o comună din landul Saxonia-Anhalt, Germania.